# 𐞅
Cette page contient des caractères spéciaux ou non latins. S’ils s’affichent mal (▯, ?, etc.), consultez la page d’aide Unicode.
𐞅, appelée b crocheté en exposant, b crocheté supérieur ou lettre modificative b crocheté, est un symbole phonétique de certaines variantes de l’alphabet phonétique international. Il est formé de la lettre b crocheté ‹ ɓ › mise en exposant.

## Utilisation
Dans certaines transcriptions de l’alphabet phonétique international (API), non standard depuis 1989, ‹ 𐞅 › peut être utilisé pour indiquer l’articulation occlusive bilabiale injective, par exemple [ɠ𐞅], ou alternativement [𐞓ɓ], pour noter une consonne occlusive injective labiale-vélaire voisée [ɠ͡ɓ] de certains dialectes igbo.

## Représentations informatiques
La lettre modificative b crocheté peut être représenté avec les caractères Unicode suivants (Latin étendu – F) :
| formes       | représentations | chaînes de caractères | points de code | descriptions                             | note                            |
| ------------ | --------------- | --------------------- | -------------- | ---------------------------------------- | ------------------------------- |
| modificative | 𐞅               | 𐞅                     | U+10785        | lettre modificative minuscule b crocheté | codé pour le symbole phonétique |